# Chōchin

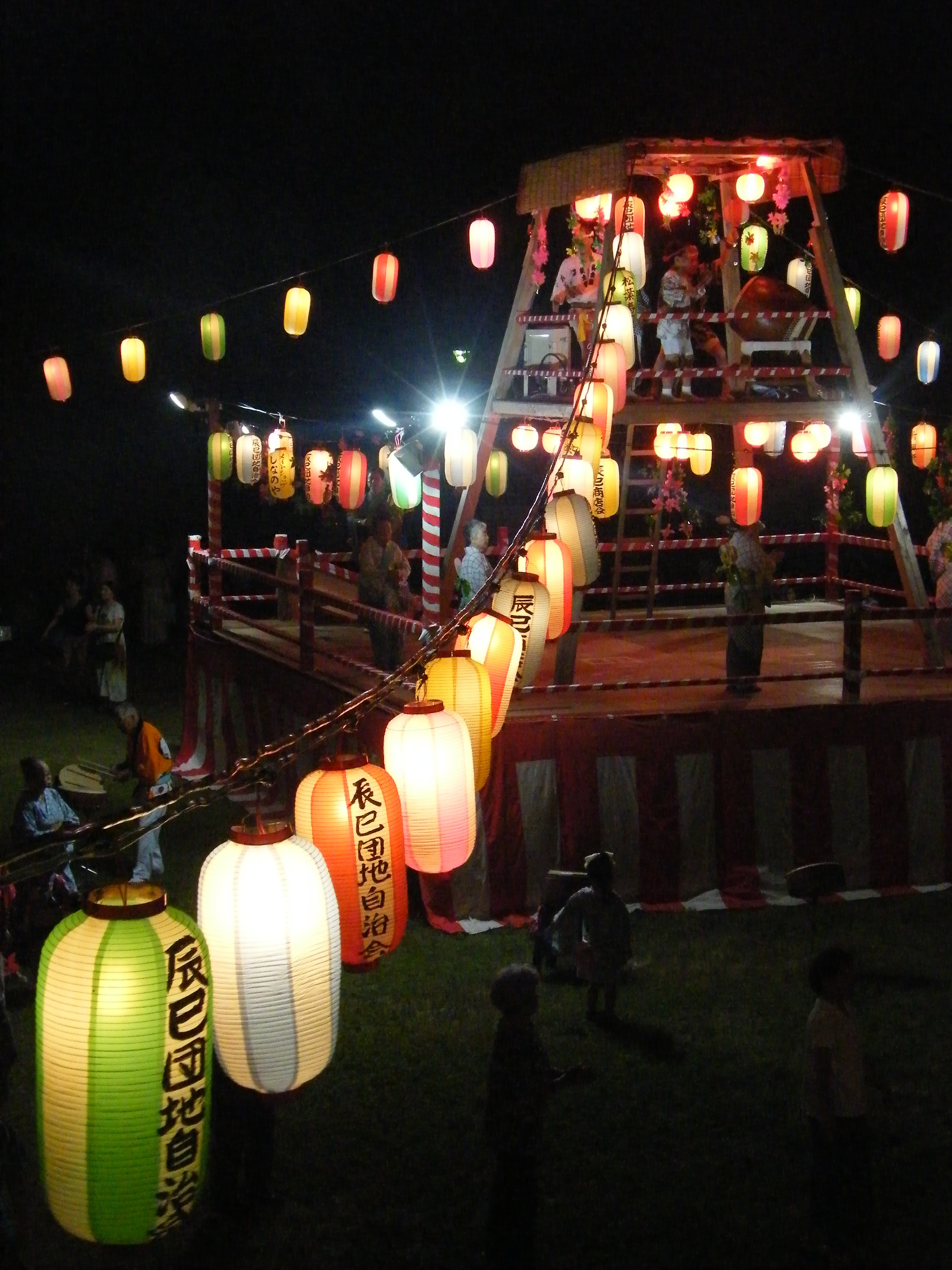
Chōchin sur un yagura lors du festival O bon en 2015 à Tatsumi, Tokyo.

Les chōchin (提灯) sont des lampions traditionnels japonais, avec un cadre en bambou dépliable et une toile en papier ou en soie.

## Description
Leur structure de base est une spirale de bambou qui permet de plier le chōchin. Le chōchin est recouvert soit de papier japonais (washi), soit d'une feuille de PVC. À l'origine, l'éclairage était assuré par des lampes à huile et des bougies, mais aujourd'hui, on utilise presque exclusivement des lampes électriques à incandescence.

## Usage
Les chōchin sont utilisés lors de fêtes (matsuri), de défilés, dans les sanctuaires shintō et les temples bouddhistes, comme décoration à l'extérieur ou à l'intérieur de la maison, comme souvenirs et devant les restaurants, les stands de restauration rapide (yatai) et les bars (izakaya).

## Histoire
Les chōchin sont mentionnés pour la première fois par écrit dans le Chōya-gunzai (朝野群載) en 1085. Il en existait un dessin en 1536. Les caractères, lus séparément, signifient 提, « porter à la main » ou « se balancer de la main » et 灯, « lampe », ce qui suggère que les premiers chōchin n'étaient pas fixés à des bâtiments mais portés comme une lanterne et éclairaient le chemin. À partir de l'époque d'Edo (1603-1868), les lampions ont été utilisés lors de fêtes et de cérémonies religieuses. Grâce à l'utilisation de bougies ordinaires (au lieu des coûteuses lampes à huile), les simples citoyens pouvaient désormais les utiliser pour éclairer leur maison. Aujourd'hui, pour l'extérieur, on utilise des feuilles de plastique à la place du papier et des ampoules à incandescence comme source lumineuse.

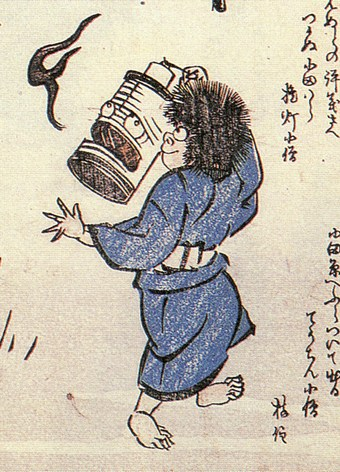
Kyōka Hyaku monogatari.
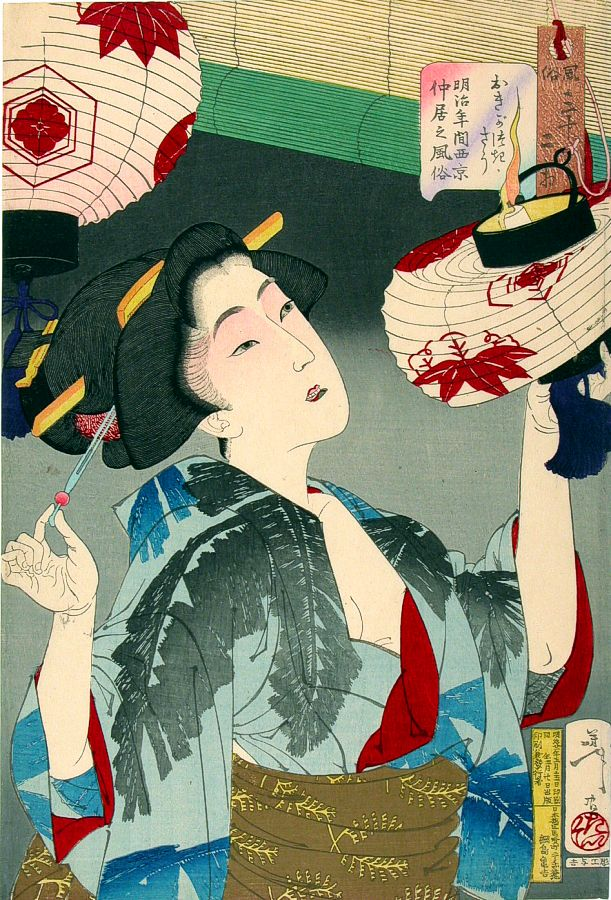
Fūzoku sanjūnisō no 25 de Yoshitoshi, 1888.
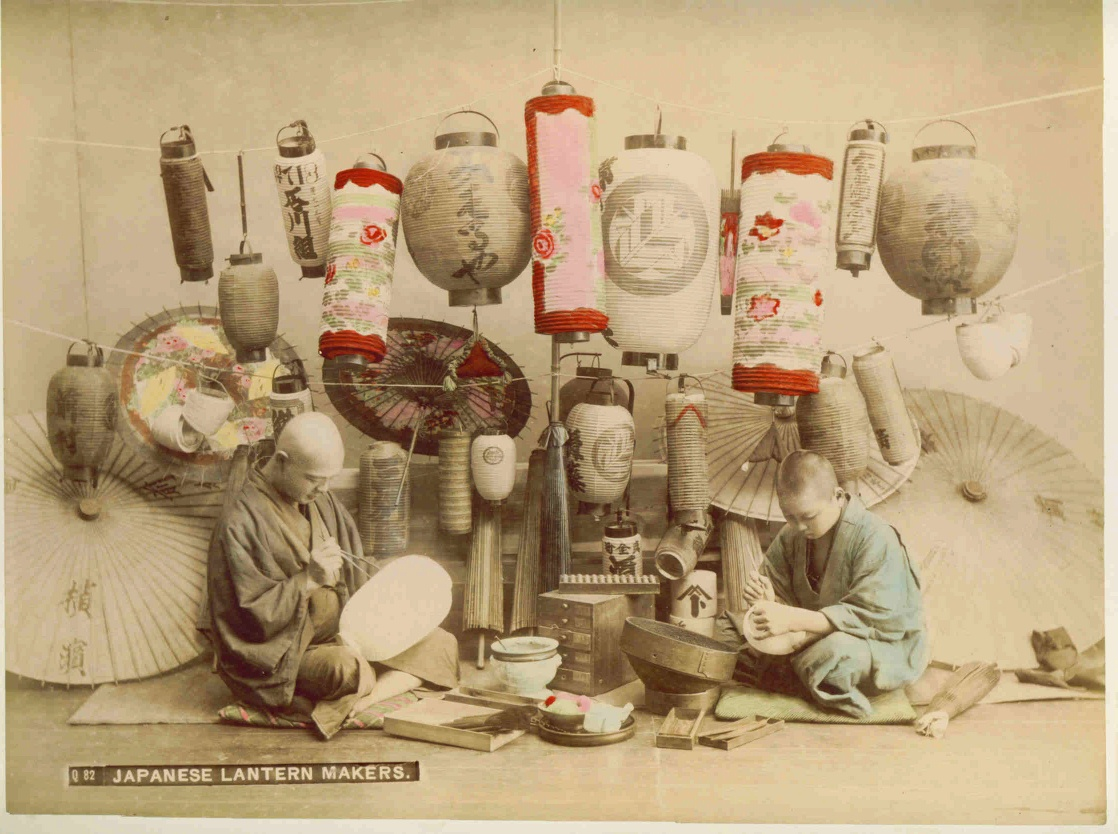
Fabricants de chōchin vers 1890. Photo de Kusakabe Kimbei.
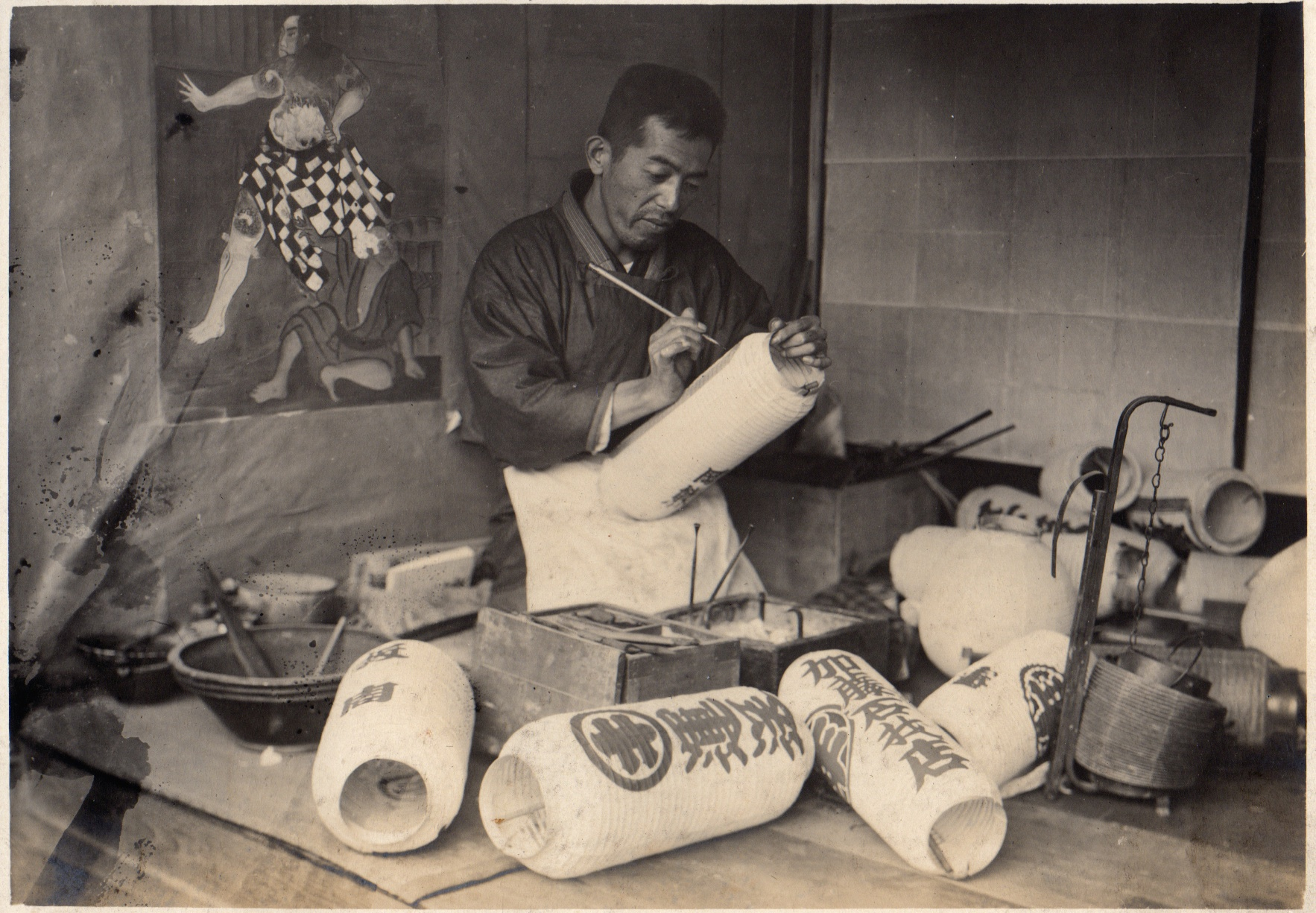
Peinture des chōchin (entre 1914 et 1918).
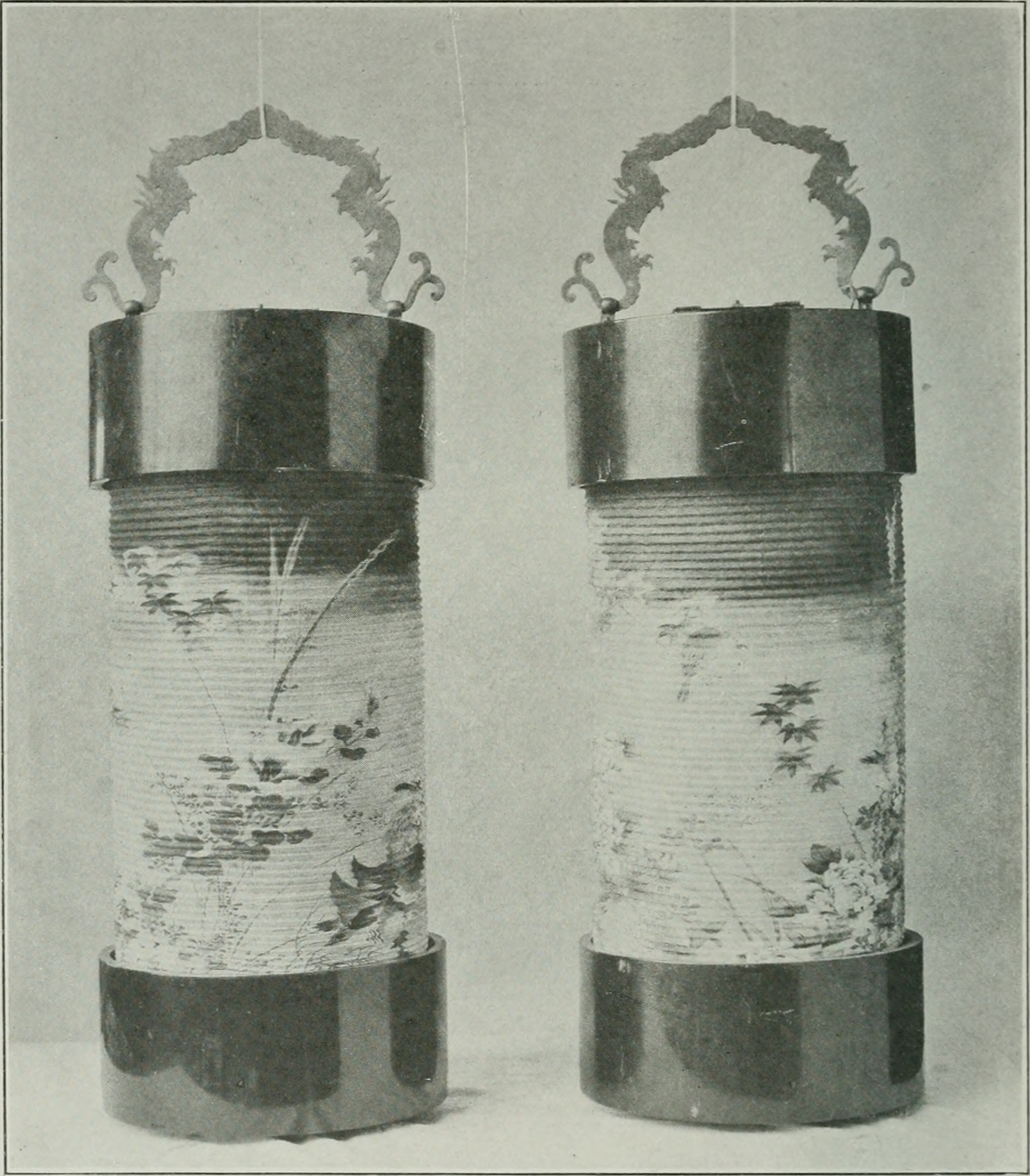
Descriptive catalogue of the collection of Buddhist art in the United States National Museum, 1921.

## Yōkai
Quelques yōkai sont inspirés des chōchins :
- Chōchin-kozô, enfant apparaissant les nuits où il bruine ;
- Chōchin-obake, lanterne fantôme de papier.

## Galerie

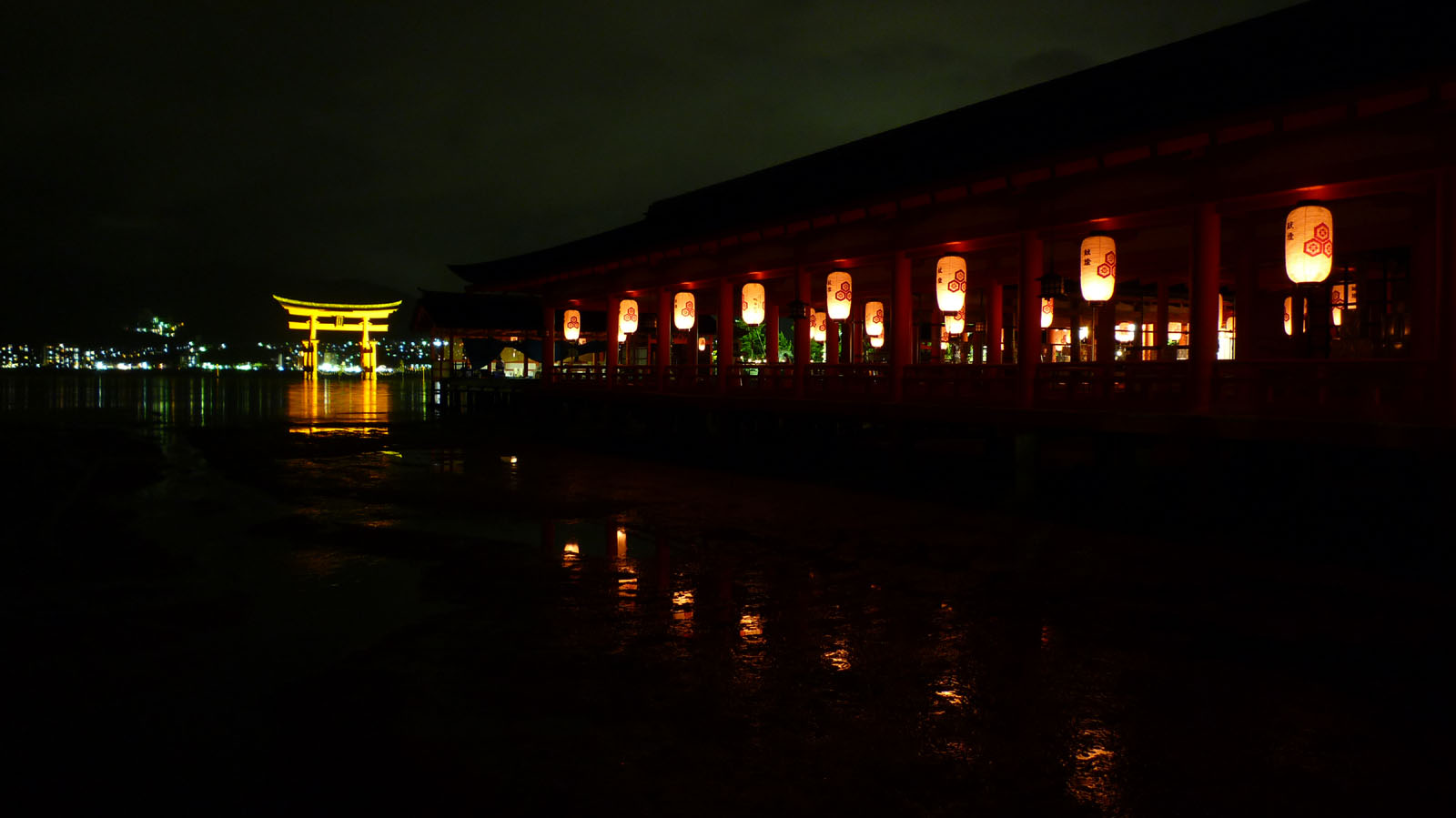
Miyajima
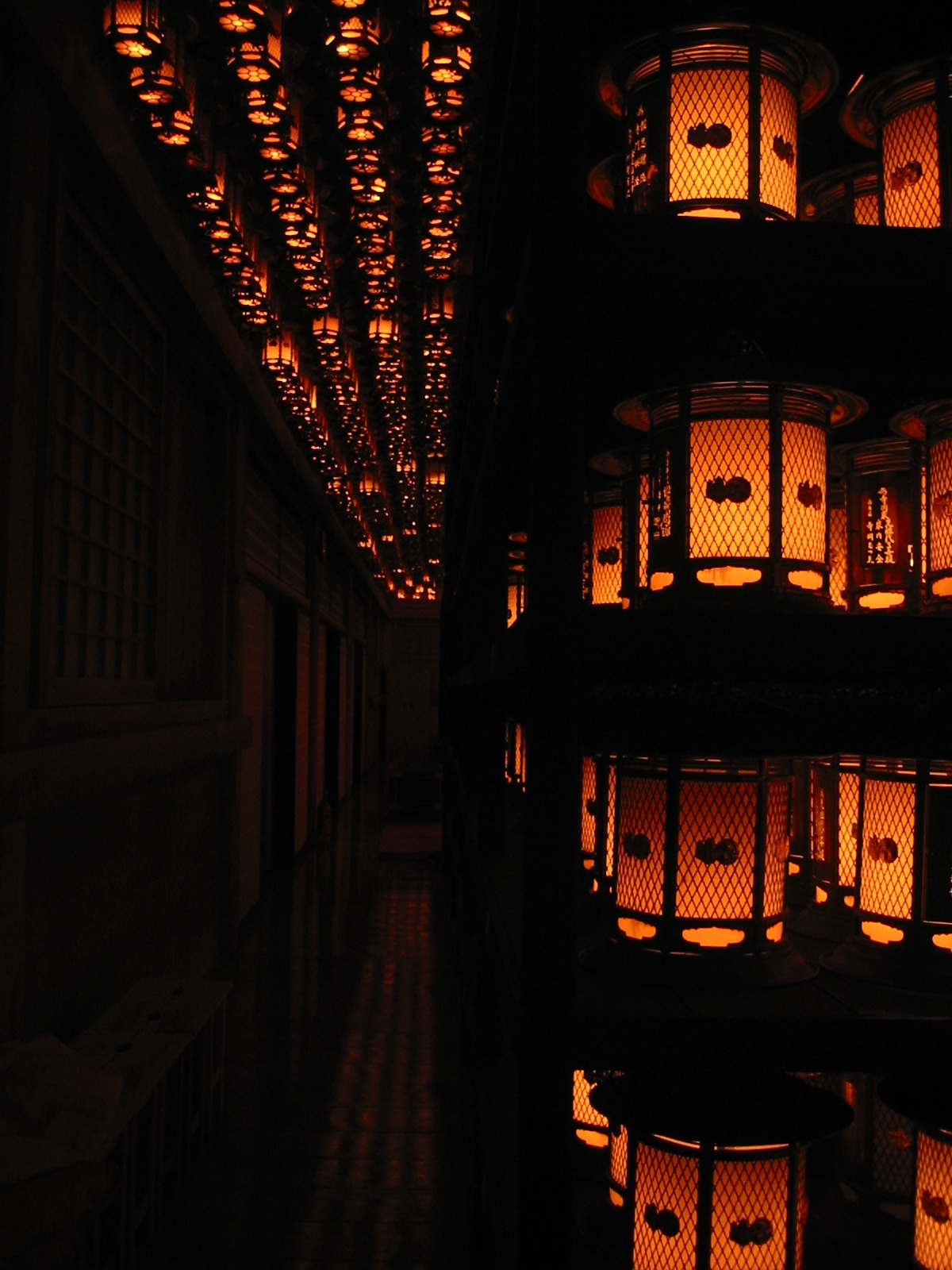
Hall avec des [Quoi ?], mont Kōya.
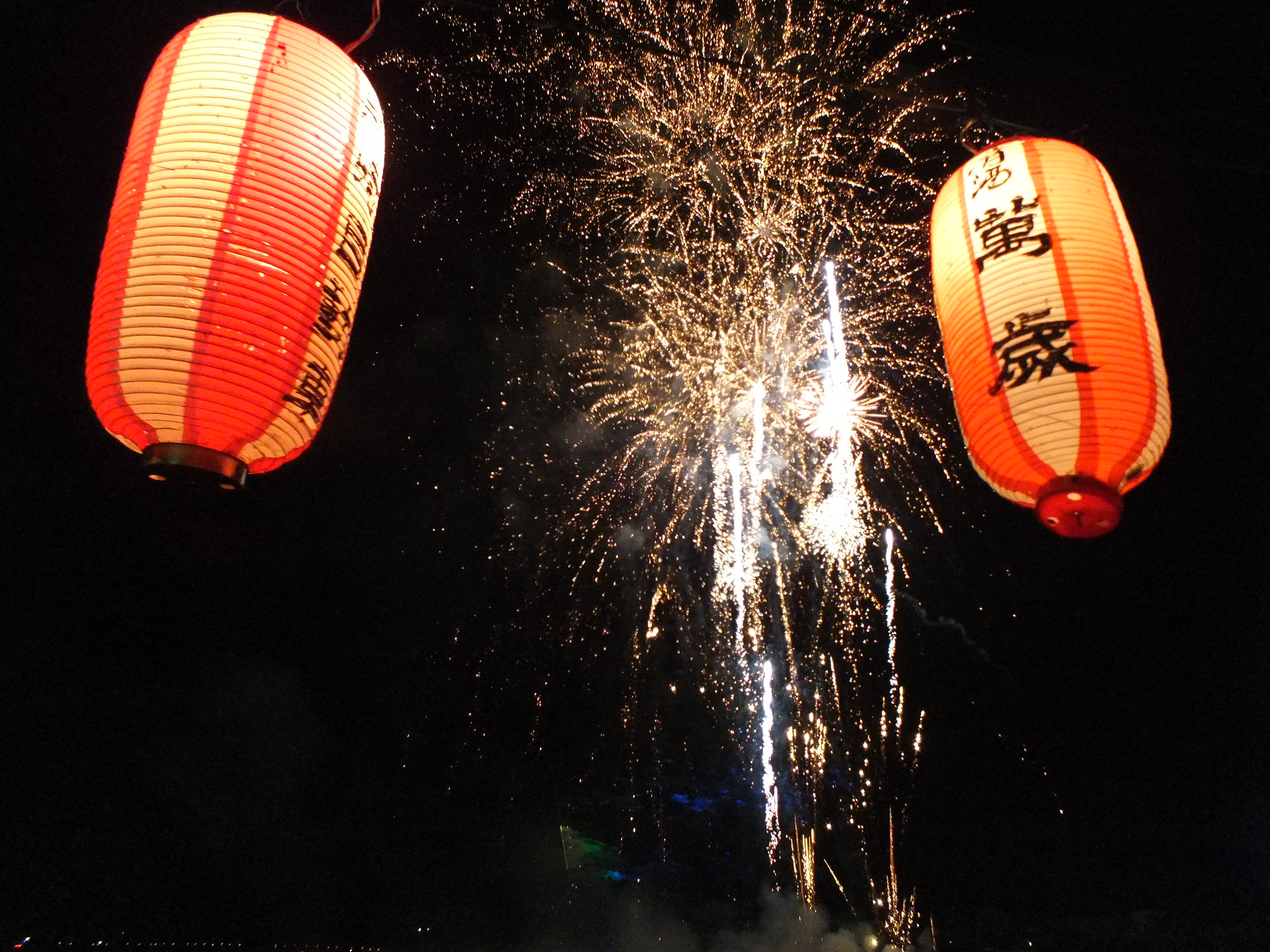
Kokuryō Minazuki Matsuri (ja).
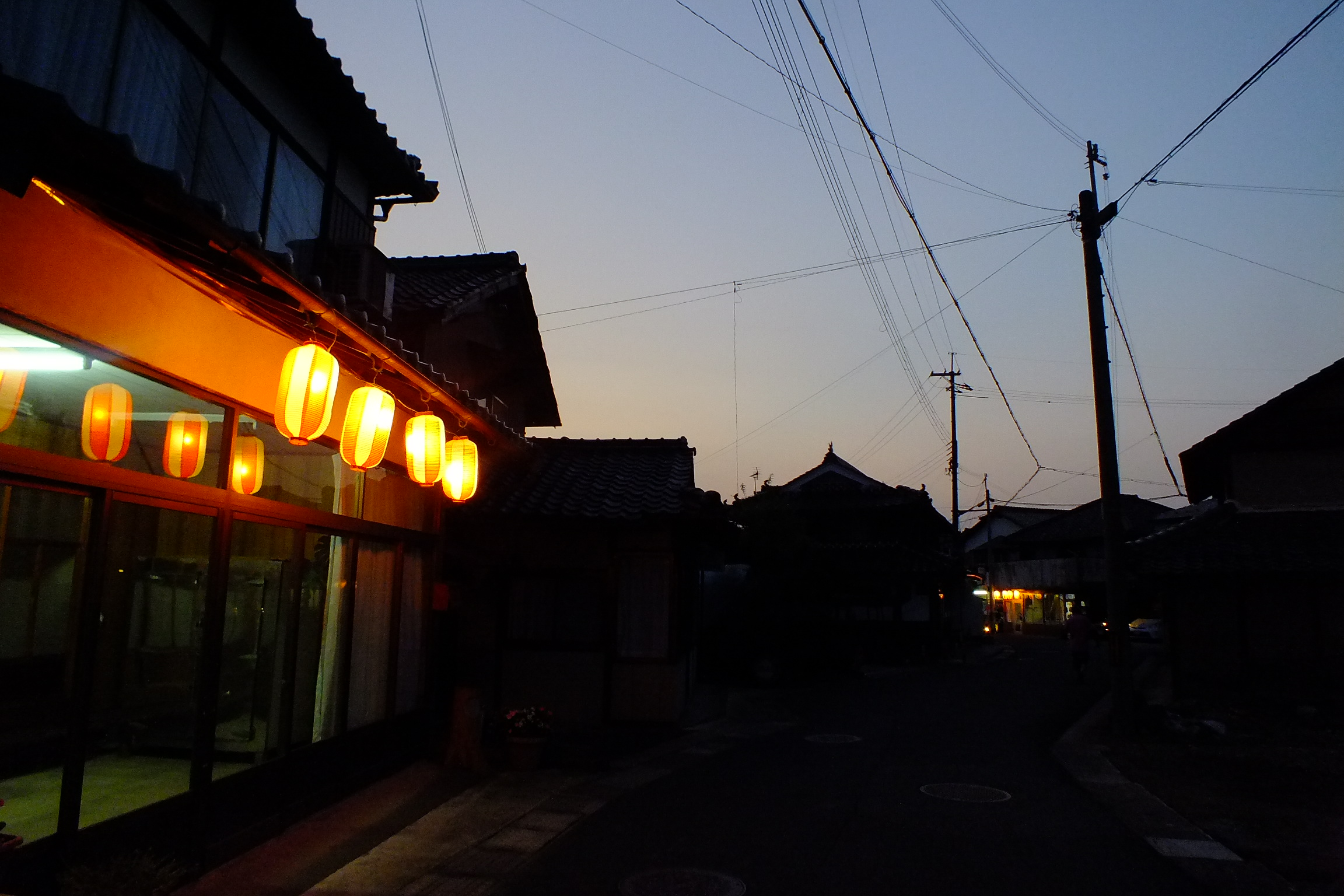
Kokuryō Minazuki Matsuri (ja).

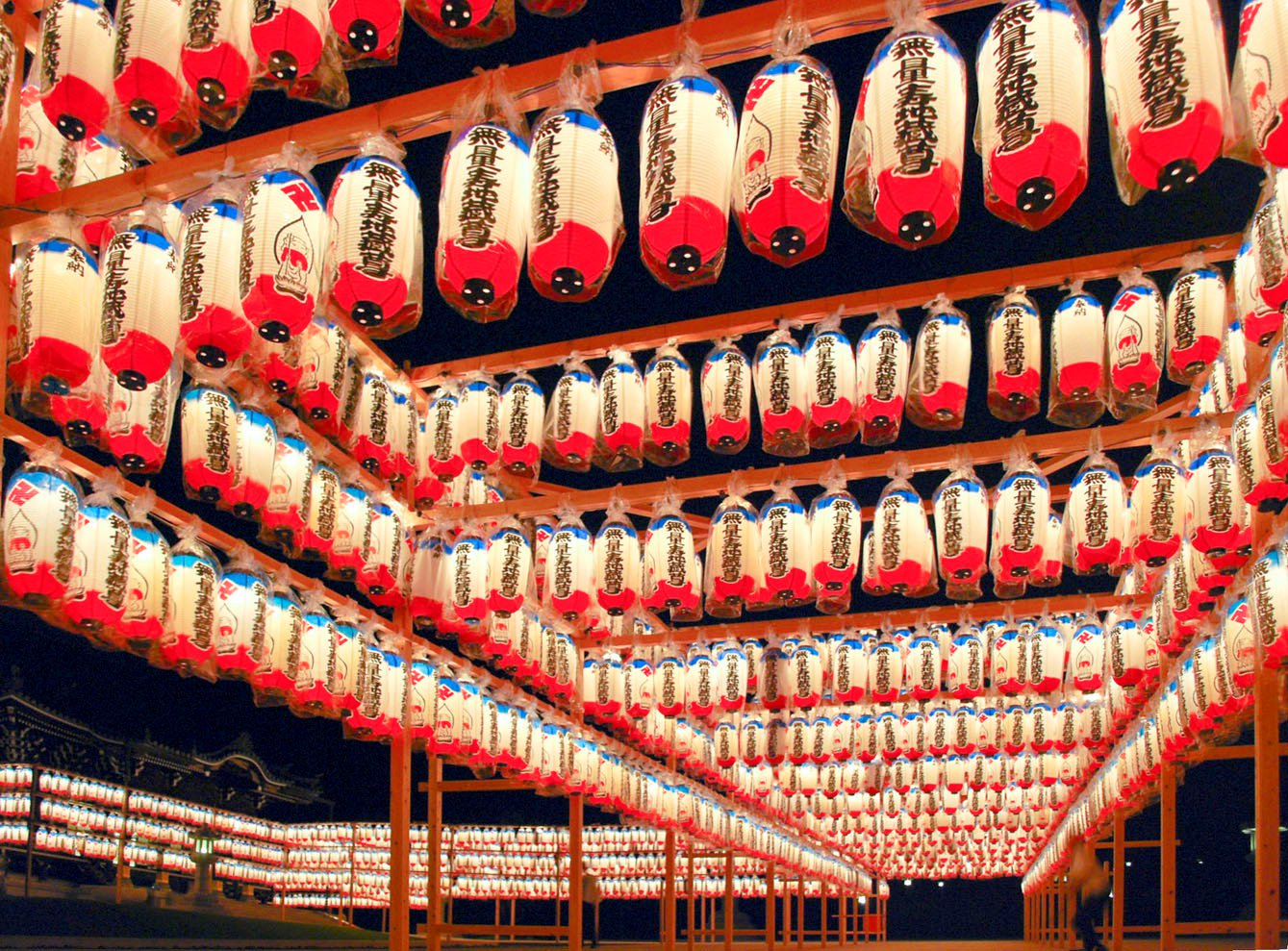
Bukkyo-no-Odo.
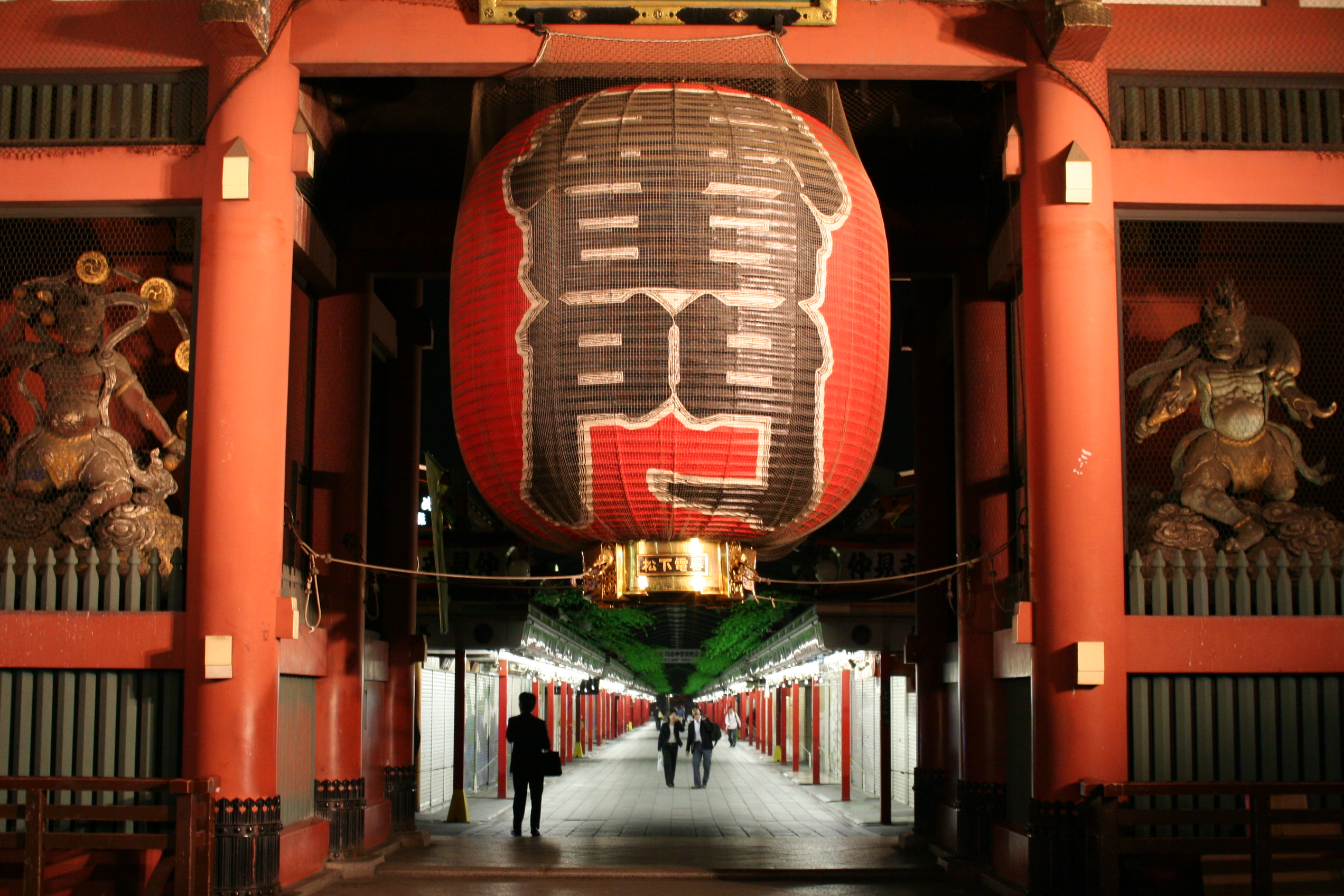
Kaminarimon du Sensō-ji, l'un des 100 paysages du Japon (ère Heisei).
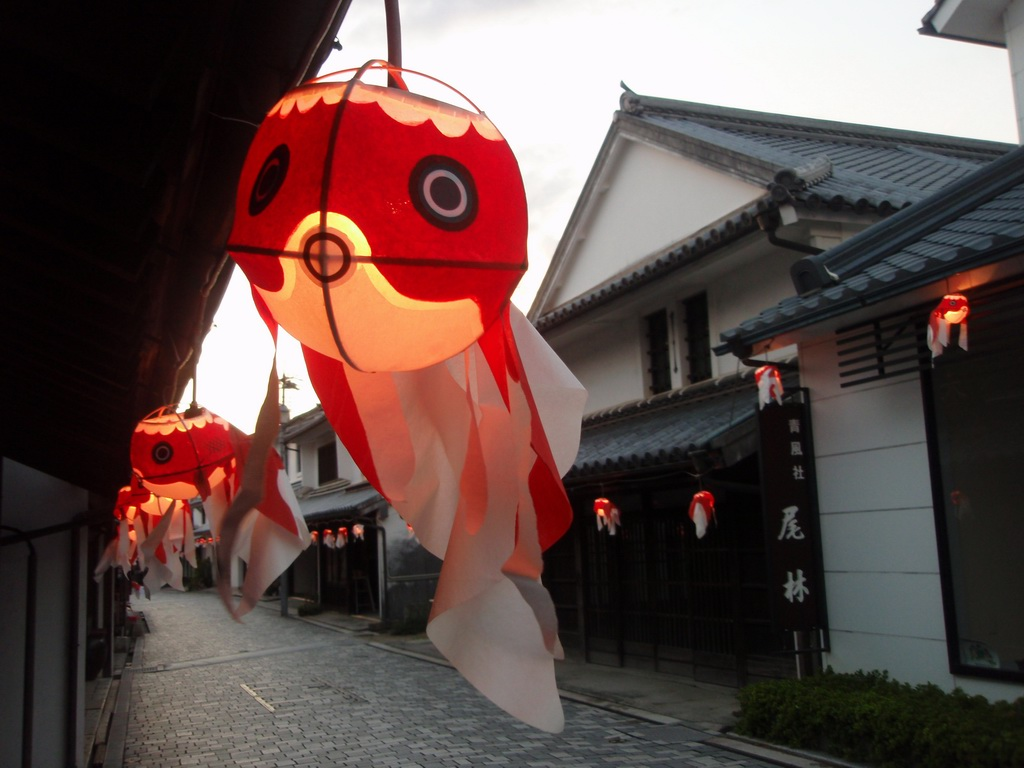
Yanai.
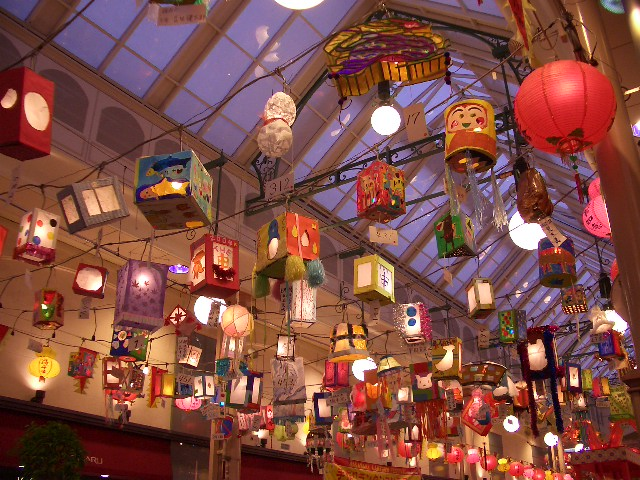
Festival à Nagasaki.

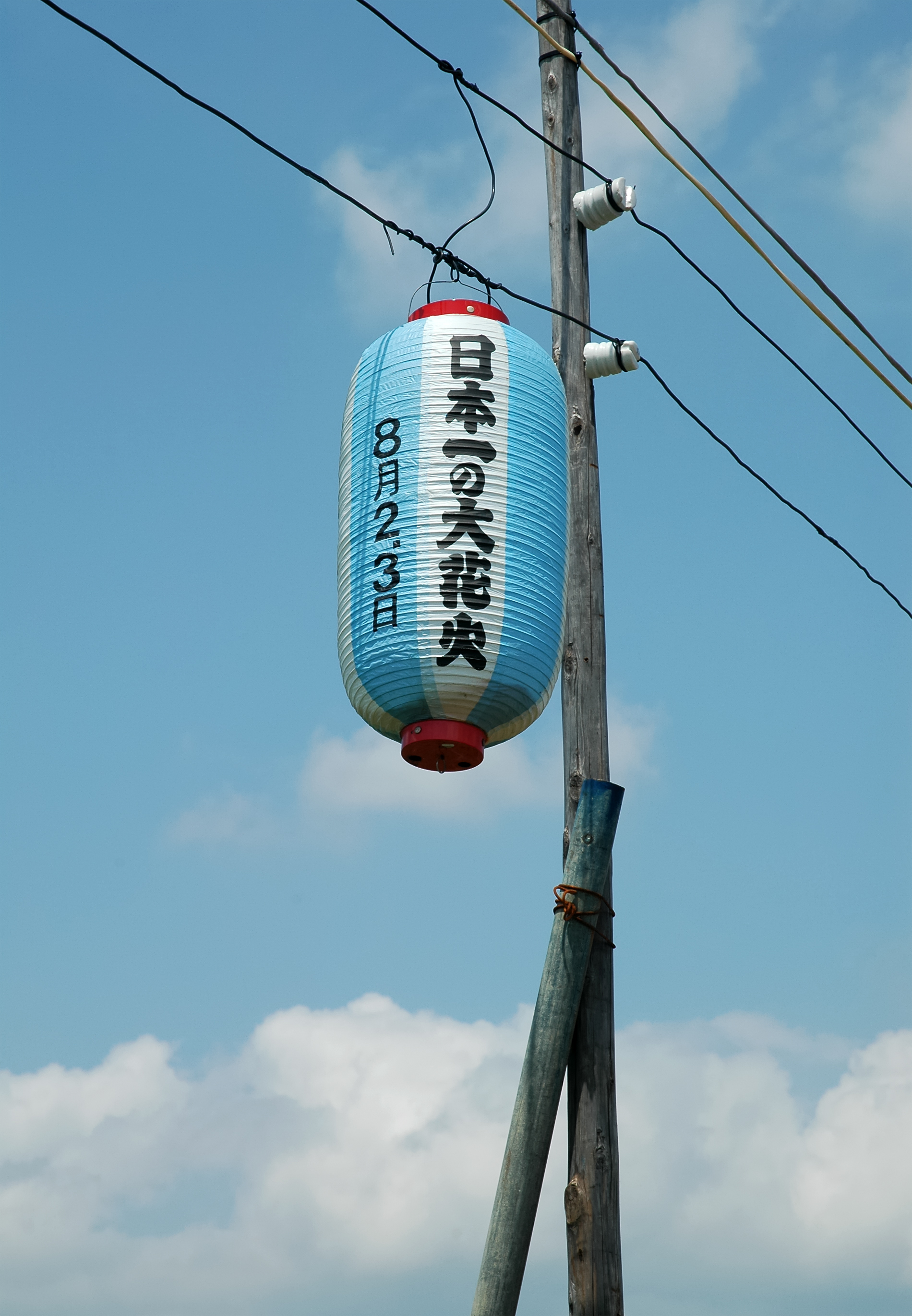
Nagaoka, 2006.
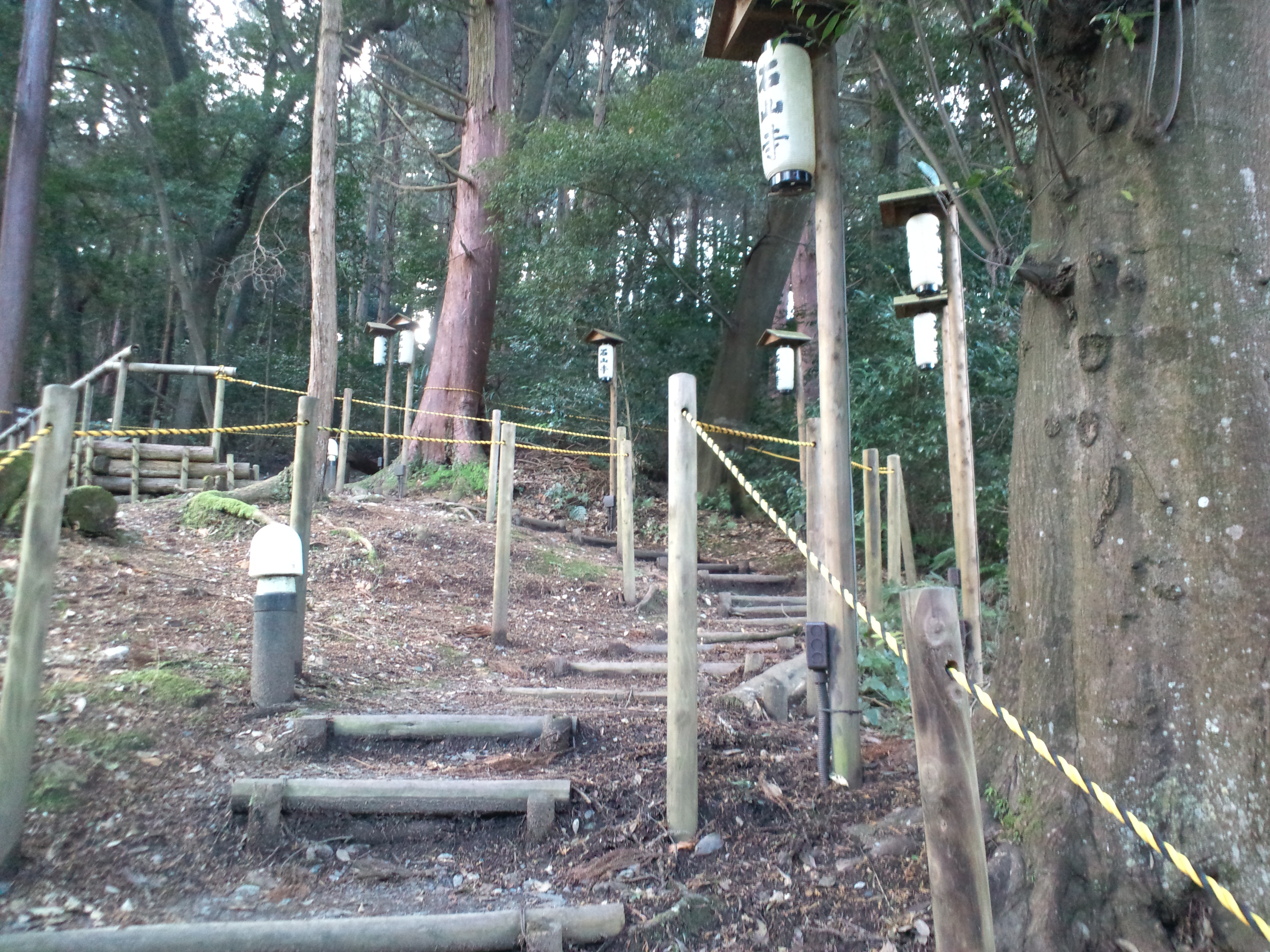
Accès au temple Ishiyama-dera.
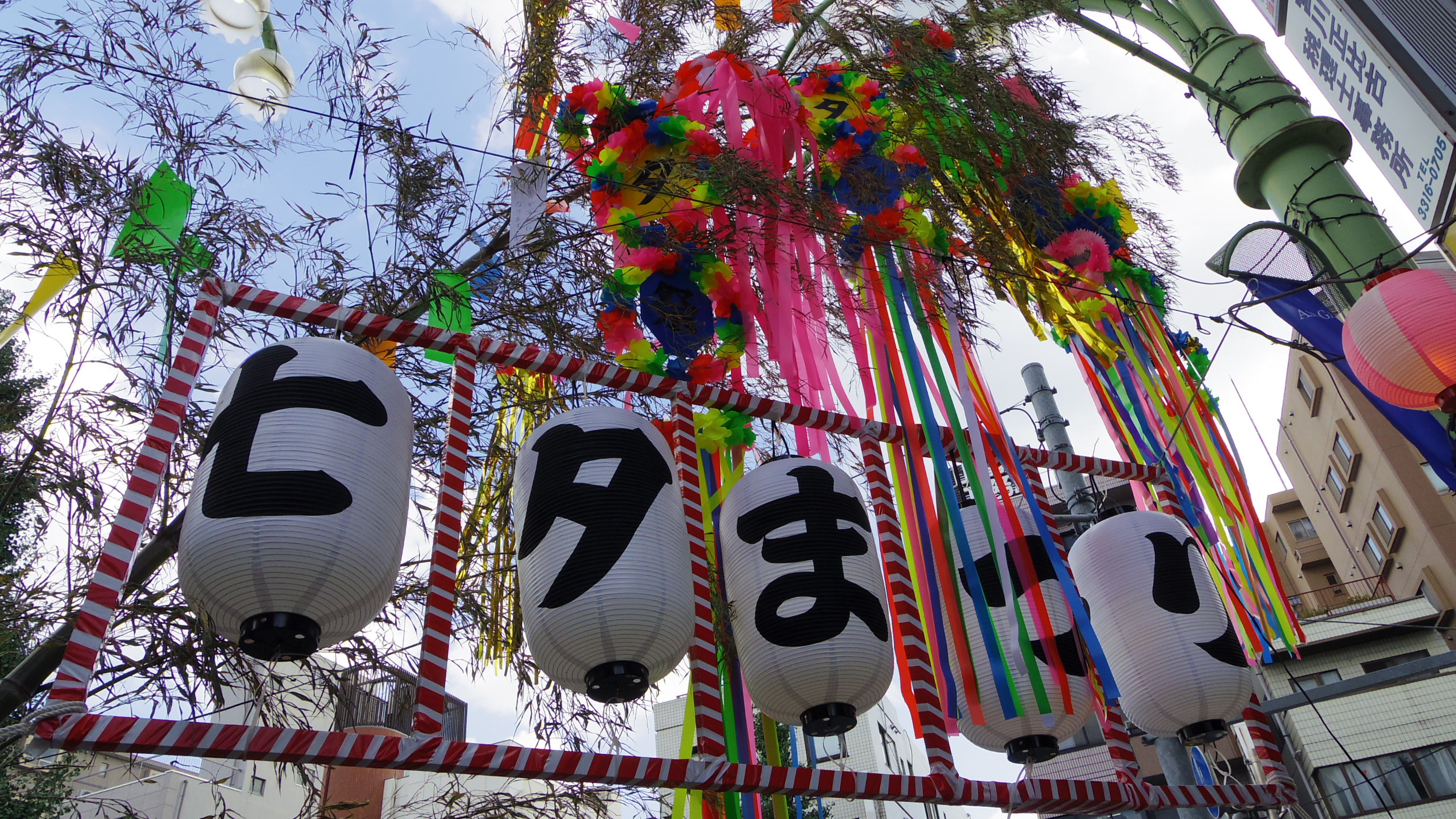
Asagaya Tanabata Matsuri (ja).
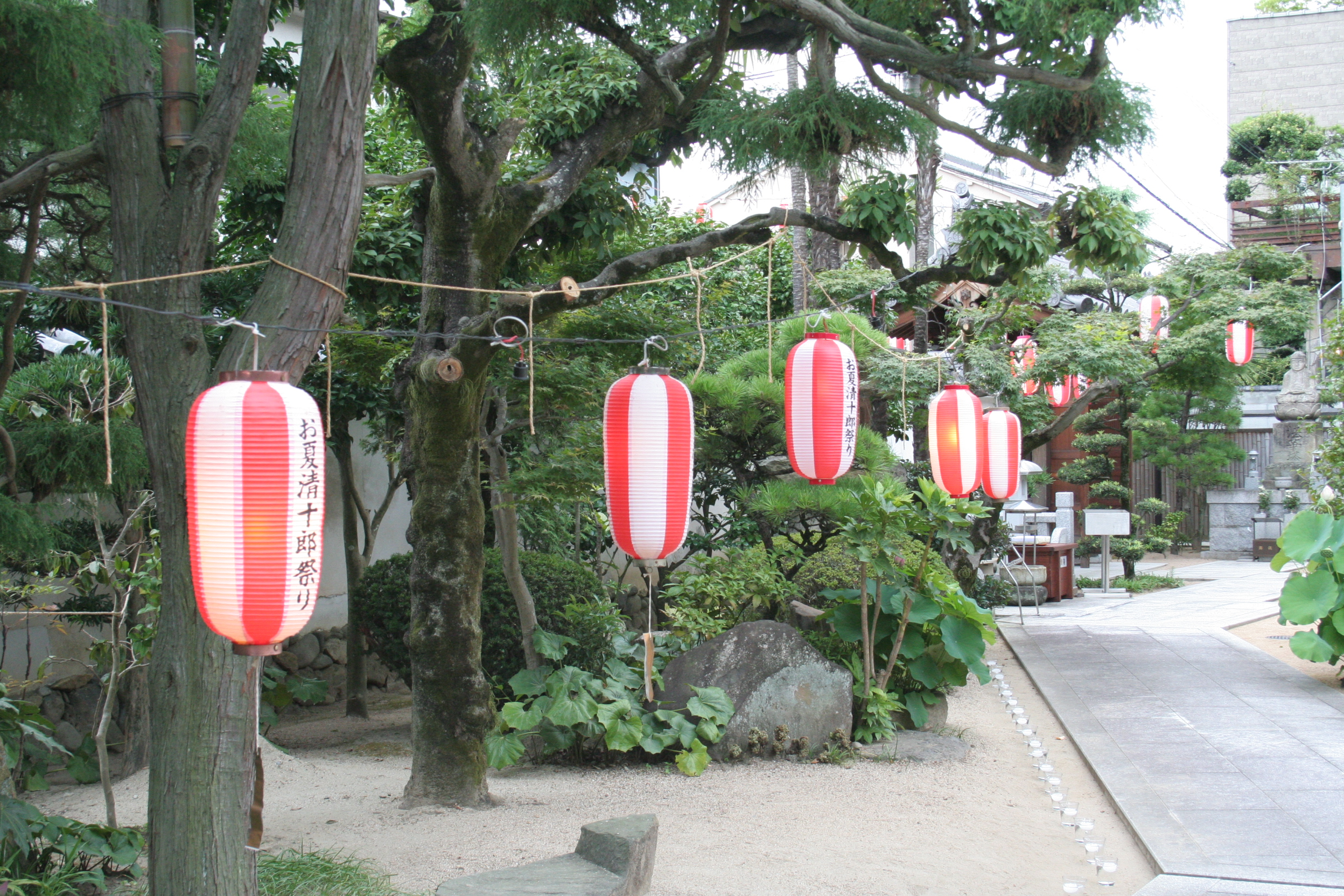
Keiunji (ja).
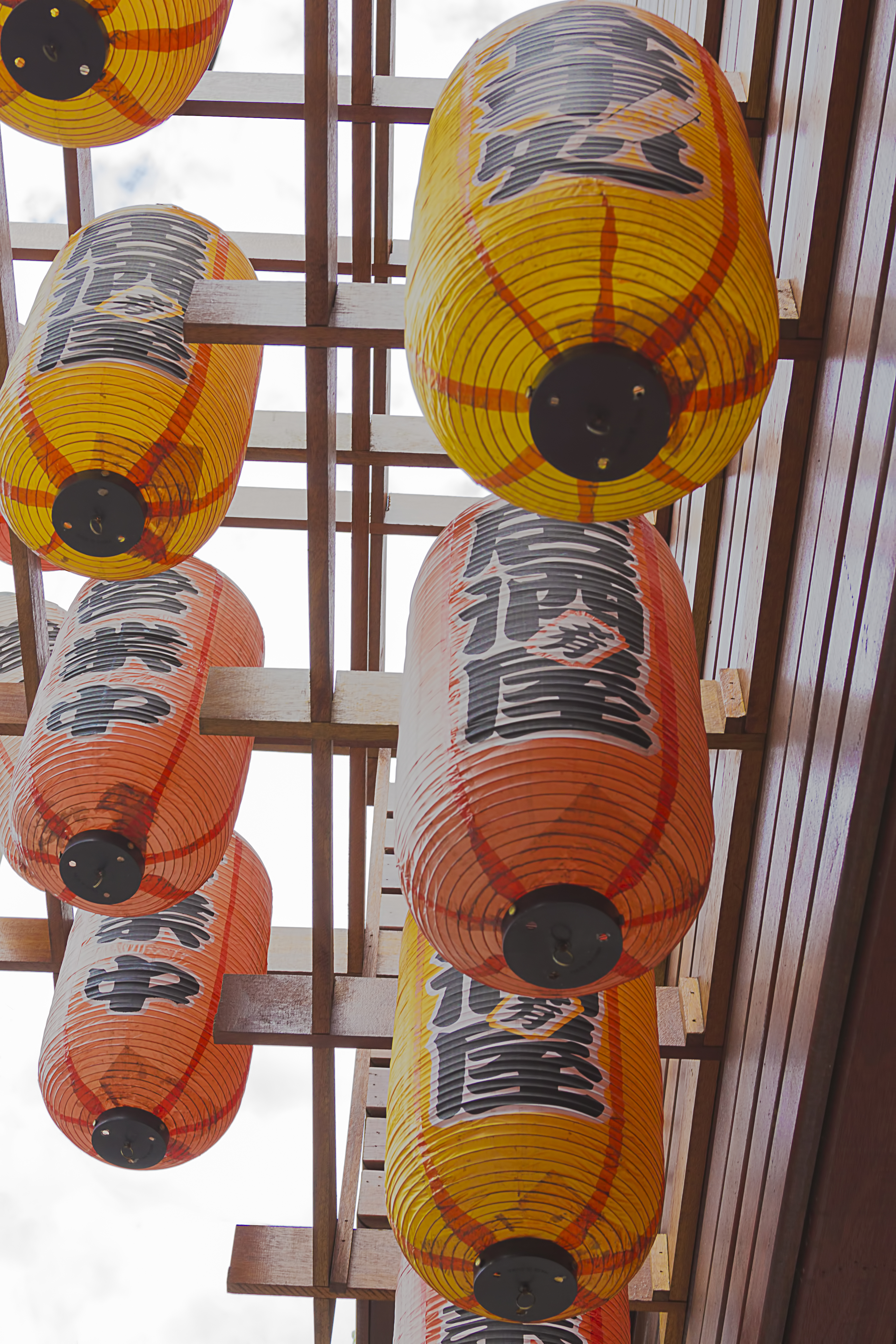
Vue de dessous.